# MaK G 1201 BB
Die Lokomotive MaK G 1201 BB ist eine dieselhydraulische Lokomotive, die von der Maschinenbau Kiel (MaK) gebaut wurde.
Die Achsfolge der MaK G 1201 BB ist B’B’. Sie erreicht eine maximale Geschwindigkeit von bis zu 40 km/h. Sie erhielt einen 665 kW-Motor von MTU. Die MaK 1201 hat eine Dienstmasse von 88 t. Der Tankinhalt beträgt 2.500 l.
Die Lokomotive gehörte zu einem neuen Typenprogramm, das die Typenempfehlungen des Bundesverbandes Deutscher Eisenbahnen umsetzte, die Anfang der 1970er Jahre entwickelt wurden. Dazu gehörten der Zugang zum Führerhaus über den Umlauf, Rangierertritte im Schutz des Frontschildes an allen vier Ecken, schmale Vorbauten, die die Sicht auf die Puffer vom Führerhaus ermöglichten. Der hochliegende Rahmen sollte die Zugänglichkeit der Aggregate verbessern.
Von der MaK G 1201 BB wurde 1978 nur ein Exemplar gebaut. Als ab 1981 die leistungsstärkeren Motoren der MTU-Reihe 396 zur Verfügung standen, änderte man die Typenbezeichnung in G 1203 BB. Äußerlich kann man diese beiden Typen an ihrer Lüftungsjalousie an der Vorderseite der langen Haube erkennen.
Die eine gebaute Lok verblieb zunächst zwei Jahre als Mietlok bei MaK. Sie wurde 1980 von der Solvay GmbH erworben und ist dort seitdem als Lok 8 im Einsatz.